# Coloncus
Coloncus is een geslacht van spinnen uit de familie hangmatspinnen (Linyphiidae).

## Soorten
De volgende soorten zijn bij het geslacht ingedeeld:
- Coloncus americanus (Chamberlin & Ivie, 1944)
- Coloncus cascadeus Chamberlin, 1949
- Coloncus ocala Chamberlin, 1949
- Coloncus pius Chamberlin, 1949
- Coloncus siou Chamberlin, 1949